# Chill wiz time
『Chill wiz time』（チル ウィズ タイム）は、2015年3月30日から同年9月25日、および2016年3月28日から2017年6月30日まで青森放送ラジオ (RAB) で放送されていた音楽番組である。

## 概要
青森放送アナウンサーの長澤瑠璃子と吉﨑ちひろが、それぞれ気になっている話題や言葉、そして彼女たち自身がセレクトした楽曲を紹介していた番組。番組タイトルにある "Chill" という英単語は、スラング的用法においては「まったりする」「リラックスする」といった意味を持つ言葉である。

## 放送時間
いずれも日本標準時。
- 月曜 - 金曜 18:16 - 18:25 （2015年3月30日 - 2015年9月25日、2016年3月28日 - 2016年9月23日）
- 月曜 - 金曜 18:16 - 18:30 （2016年9月26日 - 2017年6月30日）

放送初年度のナイターオフシーズン（2015年9月末 - 2016年3月末）には同じ時間帯に『MUSIC TOY BOX』（パーソナリティ：青山英次）が放送されていたため、番組はその間放送を休止していたが、翌年度のナイターオフシーズン（2016年9月末 - 2017年3月末）には『MUSIC TOY BOX』が18:30 - 18:45での放送となったため、番組はそのまま放送を続けていた。また、『MUSIC TOY BOX』の放送再開に合わせて番組の放送枠が5分拡大した。

## パーソナリティ
- 長澤瑠璃子（月曜・火曜・水曜担当）
- 吉﨑ちひろ（木曜・金曜担当）